# 尹鍾奎
尹 鍾奎（ユン・ジョンギュ、1998年3月20日 - ）は大韓民国のサッカー選手。
ポジションはDF（右サイドバック）。蔚山HD FC所属。

## 経歴
浦項スティーラースのユースを経て2017年にFCソウルに加入した。しかしレギュラー定着とはならず、同年6月に慶南FCに期限付き移籍し、大田ハナシチズン戦でデビュー。レッドカードをもらう経験もあったが、Kリーグ1昇格に貢献した。
2018シーズンよりFCソウルに復帰した。
2022年12月1日、兵務庁から発表された第1次国軍代表運動選手男子サッカー部門最終合格者に選ばれ、2023年1月16日から兵役服務を開始するとともに金泉尚武FCの選手となった。2024年7月16日、服務を終えてFCソウルに復帰。
2025年1月2日、蔚山HD FCに移籍。

### 代表
2022 FIFAワールドカップの本大会メンバーに選出された。

## 代表歴

### 出場大会
- 韓国代表
  - 2022 FIFAワールドカップ

### 試合数
- 国際Aマッチ 4試合 0得点（2020年-2022年）[8]

| 韓国代表 | 国際Aマッチ | 国際Aマッチ |
| 年       | 出場        | 得点        |
| -------- | ----------- | ----------- |
| 2020     | 1           | 0           |
| 2021     | 0           | 0           |
| 2022     | 3           | 0           |
| 通算     | 4           | 0           |